# Ondřej Štěrba
Ondřej Štěrba (* 9. prosince 1970) je český politik a lékař, od roku 2024 senátor za obvod č. 29 – Litoměřice,, od roku 2022 radní města Litoměřice, bývalý člen strany ESDS a později člen hnutí ANO.

## Život
Vystudoval 1. lékařskou fakultu Univerzity Karlovy v Praze a získal titul MUDr.
Po ukončení studia pracoval sedm let na interním oddělení litoměřické nemocnice. Od roku 2002 provozuje gastroenterologickou a hepatologickou ambulanci v Litoměřicích.
Od června 2021 do července 2024 byl předsedou představenstva Krajské zdravotní.
Žije v Litoměřicích.

## Politické působení
V krajských volbách v roce 2004 kandidoval do Zastupitelstva Ústeckého kraje z 29. místa kandidátky strany ESDS, avšak nebyl zvolen. V krajských volbách v roce 2016 kandidoval do Zastupitelstva Ústeckého kraje ze 42. místa kandidátky hnutí ANO, avšak nebyl zvolen. V krajských volbách v roce 2020 kandidoval do Zastupitelstva Ústeckého kraje z 38. místa kandidátky hnutí ANO, ale nebyl zvolen.
Ve volbách do Poslanecké sněmovny PČR v roce 2013 kandidoval na 11. místě kandidátky hnutí ANO v Ústeckém kraji, ale nebyl zvolen. Ve volbách do Poslanecké sněmovny PČR v roce 2017 kandidoval na 23. místě kandidátky hnutí ANO v Ústeckém kraji, avšak nebyl zvolen. Ve volbách do Poslanecké sněmovny PČR v roce 2021 kandidoval na 9. místě kandidátky hnutí ANO v Ústeckém kraji, ale nebyl zvolen.
V komunálních volbách v roce 2014 kandidoval do Zastupitelstva města Litoměřice z 2. místa kandidátky hnutí ANO. Mandát zastupitele města se mu podařilo získat. V komunálních volbách v roce 2018 kandidoval do Zastupitelstva města Litoměřice z 12. místa kandidátky hnutí ANO. Mandát zastupitele města se mu podařilo obhájit. V komunálních volbách v roce 2022 kandidoval do Zastupitelstva města Litoměřice z 2. místa kandidátky hnutí ANO. Mandát zastupitele města se mu podařilo obhájit. Dne 20. října 2022 byl rovněž zvolen radním města.
Ve volbách do Senátu PČR v roce 2018 kandidoval za hnutí ANO v obvodu č. 29 – Litoměřice. V prvním kole získal 19,53 % hlasů, skončil druhý, a postoupil tak do druhého kola voleb. V něm však prohrál poměrem hlasů 43,59 % : 56,4 % s kandidátem ODS Ladislavem Chlupáčem, a senátorem se tak nestal. Ve volbách do Senátu PČR v roce 2024 opět kandidoval za hnutí ANO v obvodu č. 29 – Litoměřice. V prvním kole získal 37,87 % hlasů, skončil první, a postoupil tak do druhého kola voleb. V něm tentokrát porazil poměrem hlasů 63,21 % : 36,78 % kandidáta koalice SPOLU (tj. ODS, KDU-ČSL a TOP 09) Ladislava Chulupáče, a stal se tak novým senátorem.